# نورفولك الجنوبية (دائرة انتخابية في المملكة المتحدة)
نورفولك الجنوبية (بالإنجليزية: South Norfolk)‏ هي إحدى الدوائر الانتخابية في المملكة المتحدة الممثلة في مجلس العموم في برلمان المملكة المتحدة.
عضو البرلمان الذي يمثلها حالياً هو :Richard Bacon Con.